# Miguel Uribe Turbay
Miguel Uribe Turbay (Bogotá, 28 de janeiro de 1986 – Bogotá, 11 de agosto de 2025) foi um advogado e político colombiano de ascendência libanesa, membro do Partido Centro Democrático. Exerceu o cargo de senador da República de 2022 até a sua morte em 2025.
Uribe foi secretário do governo de Bogotá na administração de Enrique Peñalosa, no período de 2016 a 2018, e vereador de Bogotá no período de 2012 a 2015, chegando a ser presidente dessa câmara distrital em 2014. Foi militante do Partido Liberal, ao qual sua família pertencia, até 2018.
Foi candidato à prefeitura de Bogotá nas eleições locais de Bogotá de 2019. Foi também senador da república para o período de 2022 a 2026, tendo sido o cabeça de lista do Partido Centro Democrático. Em junho de 2025, foi vítima de um atentado a tiros em Bogotá, durante sua pré-campanha à presidência e morreu em Bogotá em 11 de agosto do mesmo ano.

## Início de vida e educação
Miguel Uribe nasceu em Bogotá, em 28 de janeiro de 1986, no seio de uma família colombiana de políticos e jornalistas: sua mãe era a jornalista Diana Turbay, seu avô materno era Julio César Turbay, presidente da Colômbia no período de 1978 a 1982, e seu avô paterno era Rodrigo Uribe Echavarría, que naquele ano era o diretor do Partido Liberal.
Ainda muito jovem, foi vítima do conflito armado colombiano quando sua mãe foi assassinada enquanto estava sequestrada pelos Extraditáveis, liderados por Pablo Escobar, em 1991. Uribe cursou o ensino fundamental no Colégio Los Nogales e, em seguida, iniciou seus estudos superiores na Universidade dos Andes, no curso de Direito, instituição na qual posteriormente concluiu seu mestrado em Políticas Públicas. Posteriormente, fez mestrado em Administração Pública na Universidade de Harvard.

### Tragédia familiar
Miguel Uribe tinha 5 anos quando sua mãe morreu em uma tentativa frustrada de resgate, após ter sido sequestrada pelo autodenominado “Los Extraditables”, um grupo de narcotraficantes e terroristas de cunho paramilitar, que estavam sob as ordens de Pablo Escobar e do Cartel de Medellín. Com o sequestro de Turbay, Escobar pretendia derrubar o tratado de extradição da Colômbia com os Estados Unidos e assim livrar-se de uma prisão naquele país.

## Carreira política

### Vereador de Bogotá
Uribe foi eleito vereador de Bogotá em 2012, aos 25 anos, após fazer campanha com outros políticos membros do Partido Liberal Colombiano, como David Luna, Juan Manuel Galán e Simón Gaviria, filho do ex-presidente César Gaviria. No primeiro ano como vereador, foi eleito pelos jornalistas como vereador revelação e, posteriormente, em 2014, tornou-se presidente deste Conselho Distrital ao receber 32 dos 45 votos disponíveis.
Ele se destacou por ser um dos principais opositores do prefeito de Bogotá, Gustavo Petro, criticando sua gestão no novo sistema de coleta de lixo e nos programas sociais.

### Secretário de Governo
Em 2016, aos 30 anos, foi eleito Secretário de Governo do prefeito Enrique Peñalosa, tornando-se o Secretário de Governo mais jovem da história de Bogotá, após receber o apoio do então Vice-Presidente da República Germán Vargas Lleras para ocupar o cargo.
Durante seu mandato como Secretário de Governo, o índice de homicídios em Bogotá diminuiu ligeiramente em 2018, enquanto no país aumentou pela primeira vez em cinco anos. No entanto, no primeiro semestre de 2019, os furtos aumentaram — em 17% — e a percepção de insegurança.
Em 2016, o Departamento Jurídico da Secretaria do Governo de Bogotá emitiu um parecer jurídico sobre o feminicídio de Rosa Elvira Cely que gerou polêmica por seu tom revitimizante. Uribe Turbay esclareceu que não foi consultado sobre tal parecer e pediu desculpas à família Cely.

### Candidatura à prefeitura de Bogotá
Em 2018, renunciou ao cargo de Secretário do Governo para concorrer à prefeitura de Bogotá em 2019. Sua candidatura foi registrada de forma independente pelo importante movimento cidadão “Avancemos”, que contou com 400 mil assinaturas endossadas pelo Registro Civil. À sua campanha se juntaram diferentes setores e partidos políticos, como o Partido Liberal, o Partido Conservador, o Colombia Justa Libres, o Partido MIRA, além do Centro Democrático. Sua proposta de campanha se concentra em defender os programas da prefeitura de Enrique Peñalosa, especialmente o projeto do metrô elevado, urbanizar a Reserva Florestal Thomas van der Hammen, criar sistemas multimodais de transporte, dar continuidade ao plano de obras da prefeitura anterior, segurança cidadã, desenvolvimento de mais empregos e proteção do meio ambiente.
Ele obteve 426 982 votos, mas a eleição para prefeito acabou sendo vencida por Claudia López.

### Senador da República
Em 5 de dezembro de 2021, foi confirmado que Miguel Uribe Turbay seria o cabeça de lista do Centro Democrático para o Senado. Ele foi eleito em 13 de março de 2022 sob a premissa Primero Colombia (Primeiro a Colômbia). Uribe foi o senador mais votado do país em lista aberta.

### Candidatura à presidência
Em 4 de março de 2025, Miguel Uribe Turbay oficializou sua pré-candidatura à presidência na lista do seu partido, o Centro Democrático, para concorrer à presidência. Uribe enfrentava María Fernanda Cabal, Paloma Valencia, Andrés Guerra e Paola Holguín. De acordo com pesquisas realizadas, Miguel Uribe aparecia como favorito do Centro Democrático.

## Atentado e morte
No sábado, 7 de junho de 2025, durante um evento político na localidade de Fontibón, em Bogotá, o pré-candidato Uribe Turbay foi alvejado por quatro tiros disparados por um adolescente de 14 anos, Juan Sebastián Rodríguez Casallas.
De acordo com seus médicos, Uribe foi atingido na cabeça e no joelho, e seu estado de saúde era considerado gravíssimo.
De acordo com os médicos, o pré-candidato apresentou regressão para um estado crítico após um episódio de hemorragia no sistema nervoso central, conforme nota divulgada no sábado, 9 de agosto. Miguel morreu em 11 de agosto de 2025, e a notícia foi comunicada por sua esposa, Claudia Tarazona, por meio de uma publicação no Instagram.

## Vida pessoal

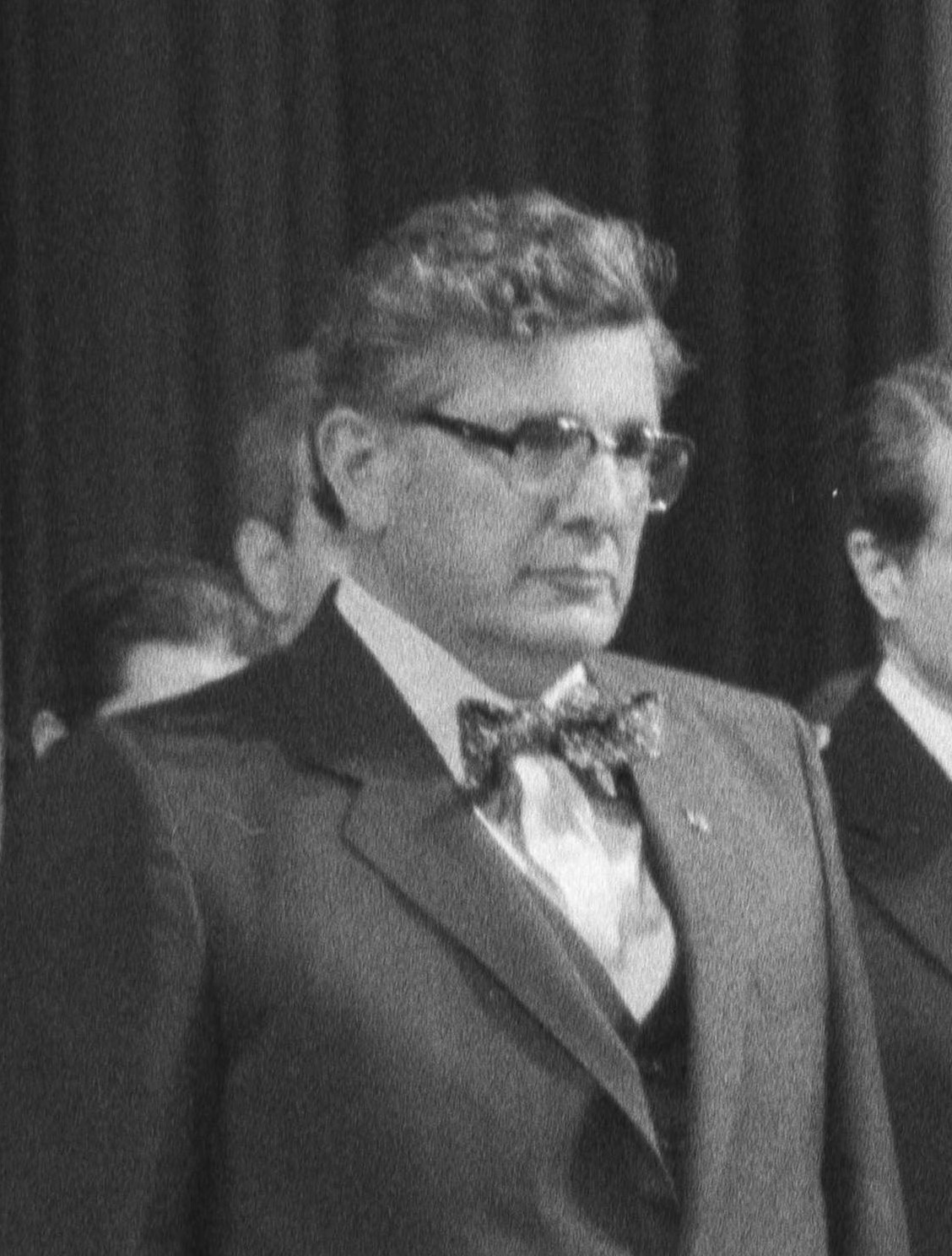
Seu avô Julio César Turbay

Miguel pertencia à família Turbay, ligada ao Partido Liberal Colombiano. Era filho da jornalista e apresentadora de televisão Diana Turbay e do empresário, político e líder sindical Miguel Uribe Londoño (que não é da mesma família de Álvaro Uribe nem de Rafael Uribe).
Sua mãe foi casada com Luis Francisco Hoyos Villegas, com quem teve sua meia-irmã María Carolina Hoyos. Diana e Luis se separaram no final dos anos 80, e Hoyos se casou pela segunda vez com Piedad Holguín Sardi, irmã do político conservador Carlos Holguín Sardi, que por sua vez são sobrinhos-bisnetos dos irmãos Carlos Holguín Mallarino e Jorge Holguín Mallarino.
Em 2016, Uribe casou-se com María Claudia Tarazona. Com María Claudia, Miguel teve seu único filho, Alejandro Uribe Tarazona.
O casamento foi realizado no exclusivo Country Club de Bogotá e foi um evento político notável, com a presença das personalidades mais importantes da política colombiana, como o ex-presidente Álvaro Uribe, o ex-vice-presidente Francisco Santos, a vice-presidente da Colômbia, Marta Lucía Ramírez, o ex-presidente César Gaviria, vários ministros do governo da época, como o ministro do Trabalho Rafael Pardo, o ministro do Interior Juan Fernando Cristo, senadores como Juan Manuel Galán, o diretor de Planejamento Nacional Simón Gaviria, os presidentes do Partido Liberal e Conservador, além de embaixadores, vereadores, altos funcionários de governos locais como Enrique Peñalosa e personalidades do mundo do espetáculo nacional e do jornalismo colombiano.